# 오마에 겐이치
오마에 겐이치(大前硏一, 1943년 2월 21일 ~ )는 일본의 경제학자이다.

## 생애

### 어린시절
일본 후쿠오카 기타큐슈시 와카마츠 구에서 태어났다. 겐이치의 아버지 오마에 타다오는 대마도 출신으로 육군 대위였으며, 어머니 오마에 스미코는 요코하마 출신이었다. 1951년부터 요코하마에서 살기 시작했는데, 요코하마시립 시라하타 초등학교와 요코하마시립 구리타야 중학교를 거쳐 나가와현립 요코하마 취람고등학교에 진학한다

## 출신학교
- 와세다대학교 과학 학사(전공 응용화학) 1965
- 도쿄공업대학 과학 석사 (전공 원자력공학) 1967
- MIT 철학박사 (전공 원자력공학) 1970

## 경력
히타치에서 노심 설계 엔지니어로 1970년부터 1972년까지 일했다.  1972년에는 도쿄의 맥킨지컨설팅회사에서 매니징디렉터로 근무하기 시작했고 1979년부터 1989년까지는 맥킨지컨설팅 도쿄지사 매니저를 맡았고 1981년부터 1994년까지는 동아시아지역 총괄 디렉터를 맡았다.

1992년에는 사회-정치역 운동인 "헤이세이 개혁"를 설립했다.  1995년 도쿄도지사직에 출마했으나 아오시마 유키오에 져서 낙선했다.  1994년부터 오마에&어쏘시에이츠와 헤이세이 연구소의 매니징디렉터로 일했다.

오마에 겐이치는 세계 여러 대학의 학장직이나 교수직을 역임했다.  1997년 미국으로 간 오마에 겐이치는 UCLA 러스킨스쿨(UCLA Luskin School of Public Affairs)의 학장과 교수를 맡았다.  미국 UCLA대학원 학부 교수외 호주 본드대 교수, 이화여대 고려대 명예 객원교수, 미국 펜실베이니아대 경영전문대학원 와튼스쿨 의 SEI센터 이사회 멤버등으로 활동했으며, 세계적으로 현대의 사상적 리더로 주목하는 인물이자 경제 평론가로 유명한 인물이다.